# Arthur Blake
Arthur Charles Blake (ur. 26 stycznia 1872 w Bostonie, zm. 23 października 1944 tamże) – amerykański lekkoatleta, średniodystansowiec, uczestnik i medalista I Nowożytnych Igrzysk Olimpijskich.

## Przed Igrzyskami
Blake wygrał bostoński bieg na 1 milę w styczniu 1896. Po wygranym wyścigu Blake powiedział Oh, I am too good for Boston. I ought to go over and run the marathon in Athens. (O, Jestem za dobry w Bostonie. Mam zamiar wystartować w biegu maratońskim w Atenach).

## Igrzyska w Atenach 1896
Blake został zgłoszony do biegu na 1500 metrów, w którym wygrał Edwin Flack, a zaraz za nim dobiegł Amerykanin ze stratą 0,4 s. Poza biegiem na 1500 m Blake, tak jak zapowiadał, wystartował także w biegu maratońskim. Arthur nie ukończył tego biegu rezygnując już po 23 km.

## Rekordy życiowe
- bieg na milę – 4:39,8i (1895)